# Powell (cràter)
Powell és un petit cràter d'impacte de la Lluna, situat a la vall Taurus-Littrow. Els astronautes Eugene Cernan i Harrison Schmitt van allunar a menys d'1 km al nord-est del cràter en la missió Apollo 17, però no el van visitar.

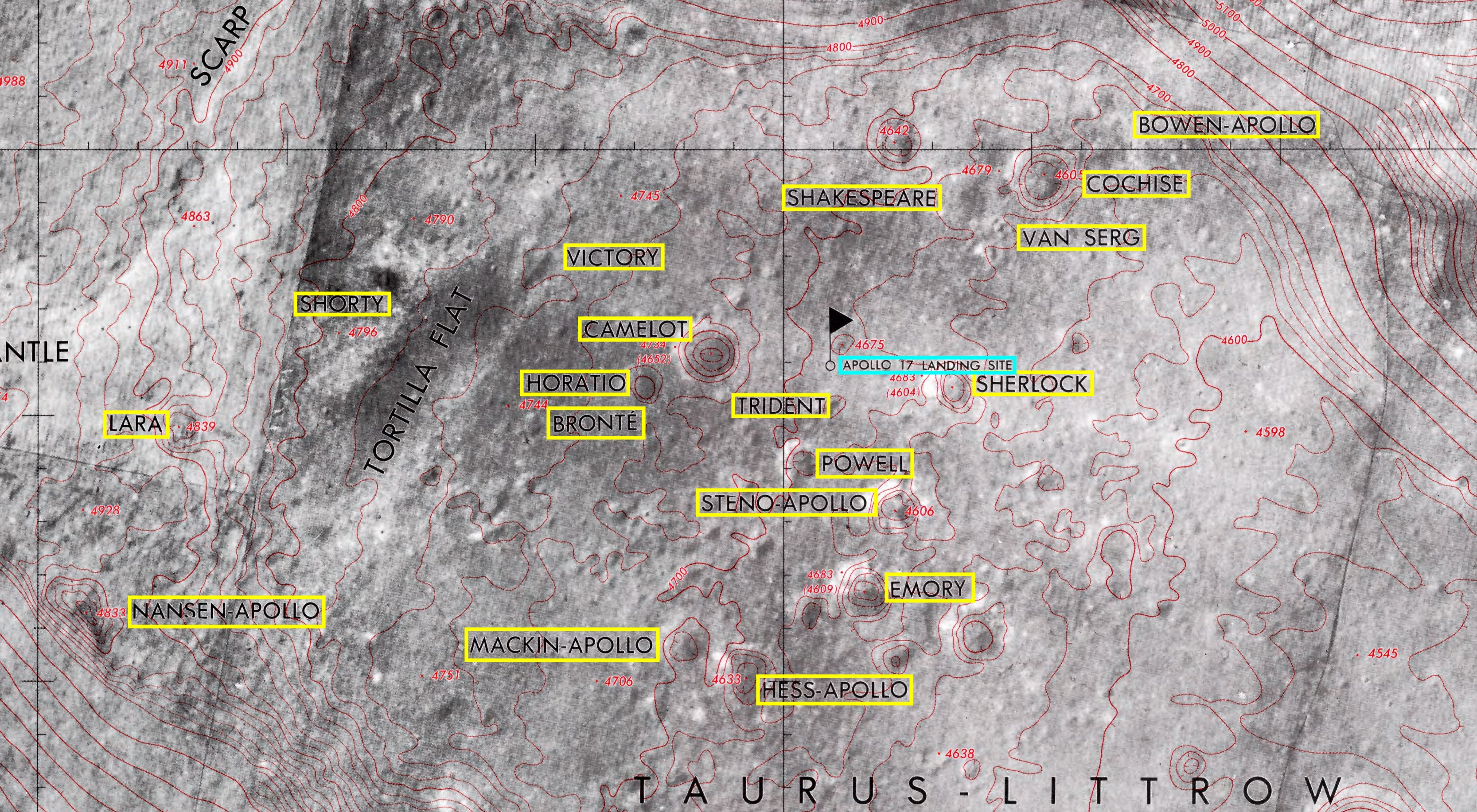
Localització de Powell, al centre de la imatge (Lunar Topophotomap 43D1S1)
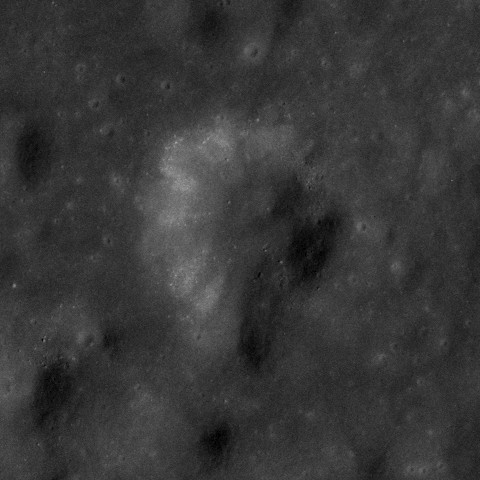
Imatge panoràmica des de l'Apollo 17

Al nord de Powell hi ha el cràter Trident i el punt d'allunatge de l'Apollo 17. Al nord-oest apareixen Camelot i Horatio, i al nord-est Sherlock. Steno i Emory es localitzen al sud-est.

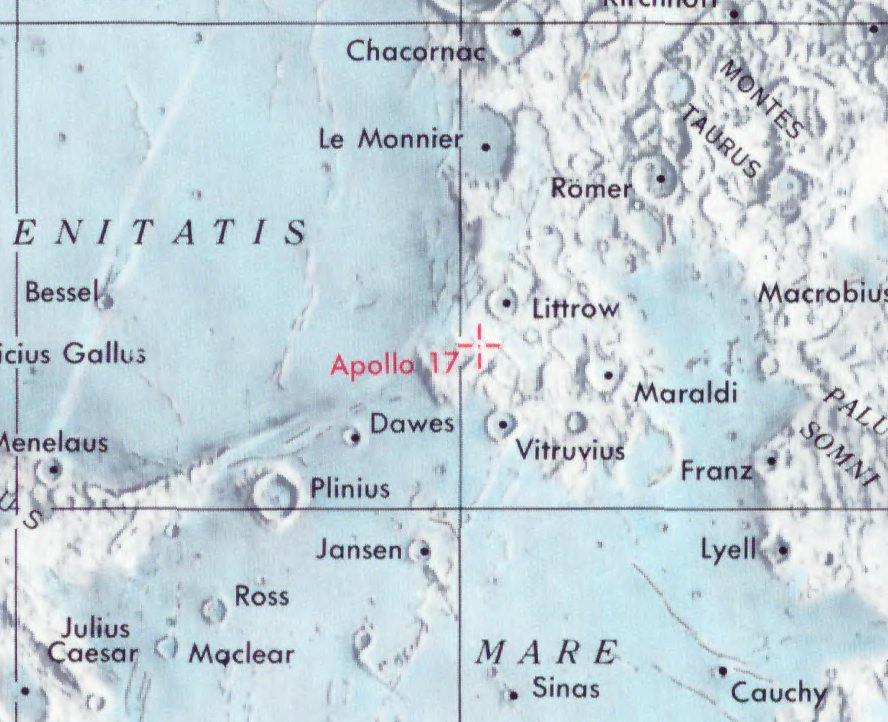
Localització del lloc d'allunatge de l'Apollo 17

## Denominació
El cràter va ser nomenat pels astronautes en referència a John Wesley Powell, geòleg i explorador de l'oest americà. La denominació té el seu origen en els topònims utilitzats en el full a escala 1/50.000 del Lunar Topophotomap amb la referència 43D1S1 Apollo 17 Landing Area.